# Odo II av Burgund
Odo II av Burgund, född 1118, död 1162, var regerande hertig av Burgund från 1143 till 1162. 